# Toona

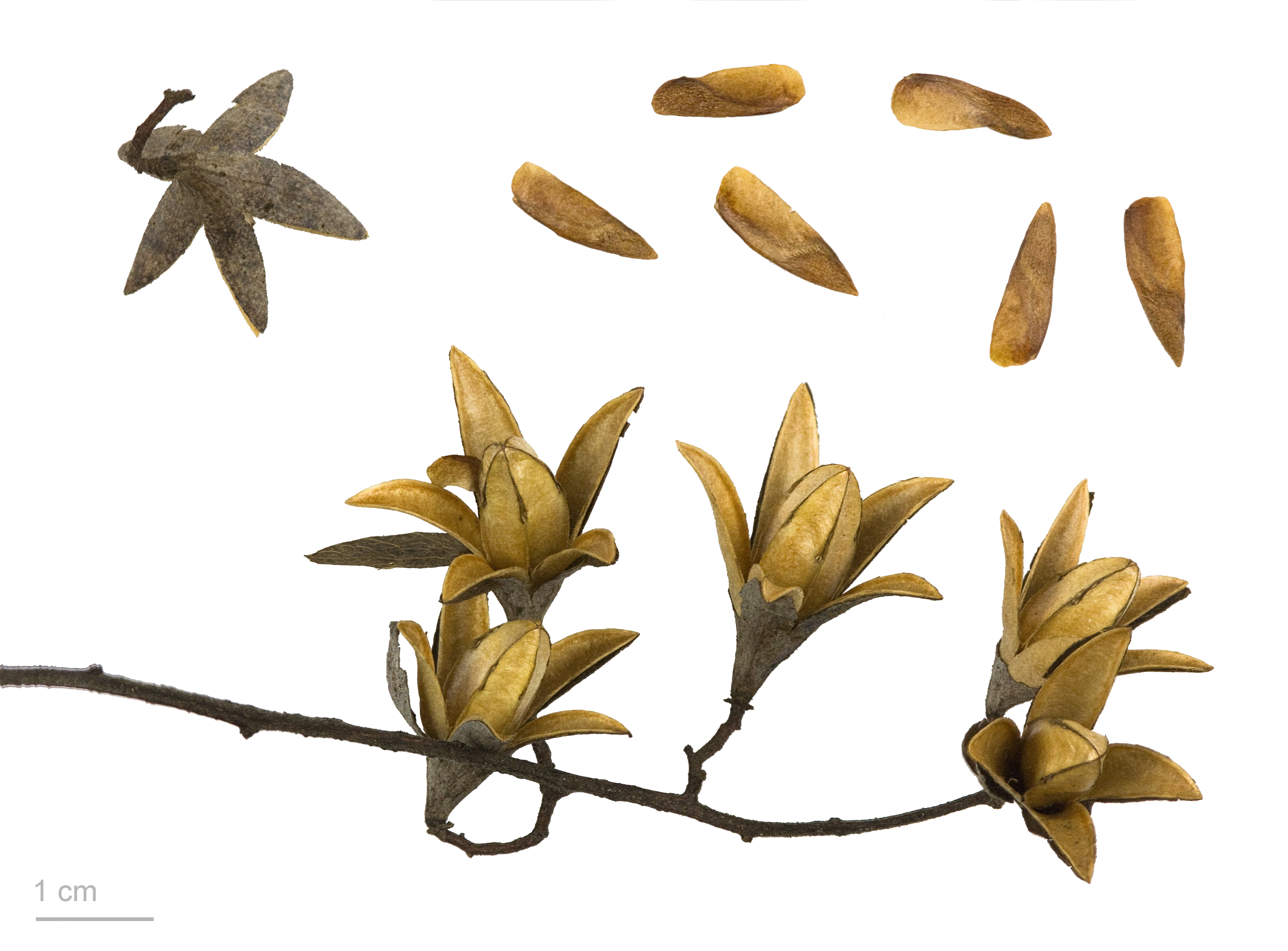
Toona sinensis - MHNT

Toona é um género botânico pertencente à família Meliaceae.

## Espécies
O cedro-australiano (Toona ciliata), cultivado no Brasil, pertencente à família Meliaceae, é uma espécie exótica no Brasil. Originário das regiões tropicais da Austrália adaptou-se muito bem no Brasil, onde encontrou excelentes condições para o seu desenvolvimento, principalmente no sul da Bahia e em toda a Região Sudeste. Sem dúvida, poderá ser cultivado para fornecimento de madeira de excelente qualidade. 
Esta é uma espécie de crescimento rápido, muito produtiva, chegando atingir 8m de altura e 20 cm de diâmetro com três anos de idade, proporcionando assim um bom retorno financeiro em curto espaço de tempo, quando comparado aos cedros nativos e a outras essências florestais, inclusive o mogno (Swietenia macrophylla King). É excelente para serraria e indústria moveleira. Assemelha-se muito às espécies americanas do gênero Cedrela P.Br., tanto botanicamente quanto no que diz respeito ao seu uso. Contudo, o sucesso do seu cultivo está condicionado a vários fatores, como a fertilidade do solo, a escolha de sementes, o combate às formigas cortadeiras, etc.
Melhoria genética realizada em convenio com Universidade Federal de Lavras-MG, e introdução de plantio a partir de mudas de origem clonal vem fazendo a espécie ser plantada em dezenas de fazendas de SC, PR, SP, RJ. ES, BA, MS, MT,GO e TO
Referências externas:

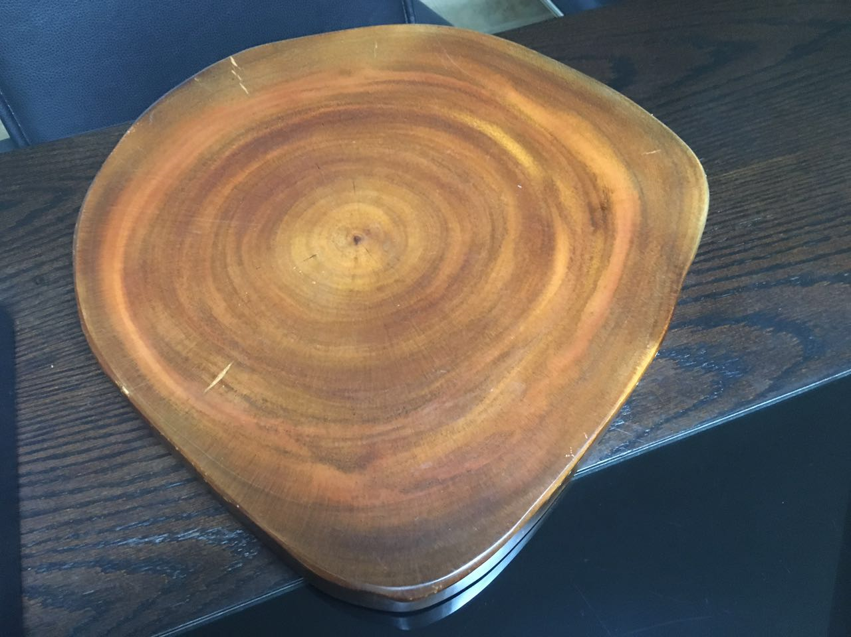
bolacha com acabamento,para tora de sete anos de idade

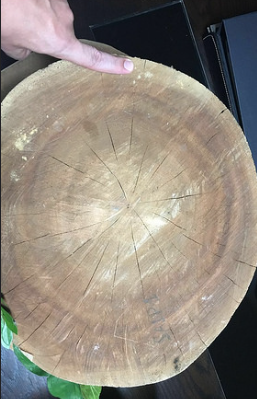
corte de cedro plantado a partir de muda clonada, plantado no espirito santo; anéis mostram o bom indice de encernamento da espécie e adaptação ao país

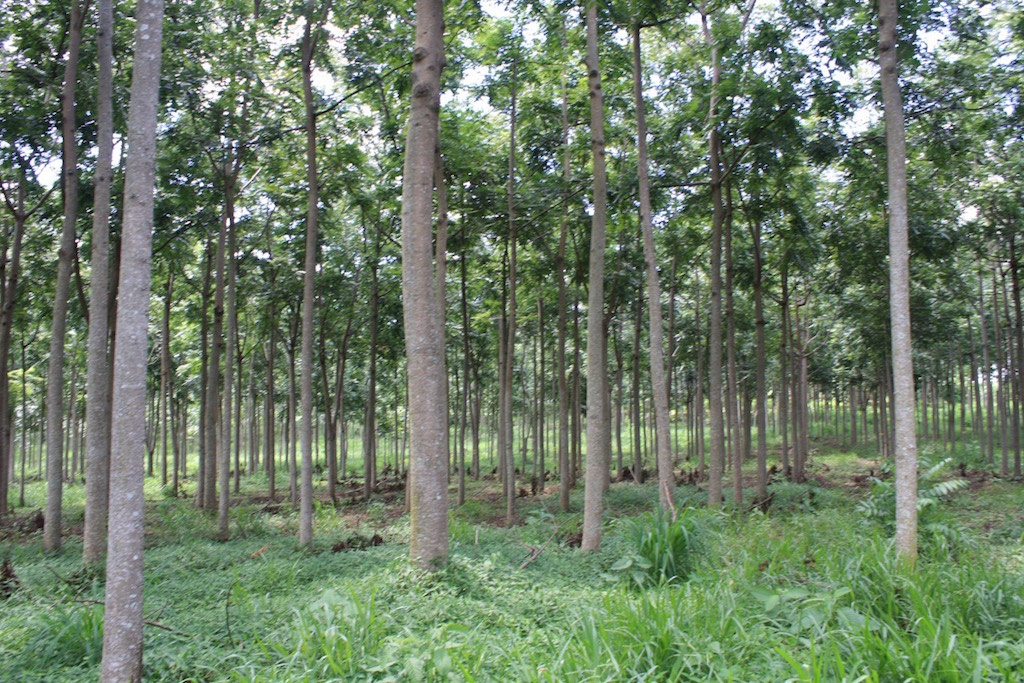
cedros de origem seminal de oito anos de idade

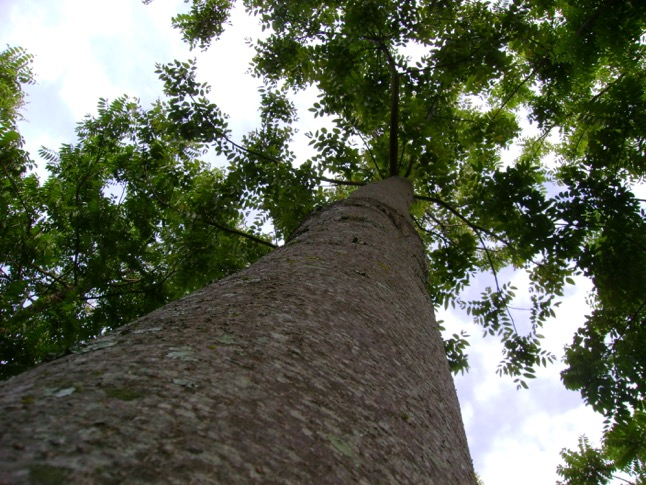
cedro de origem clonal de quatro anos de idade

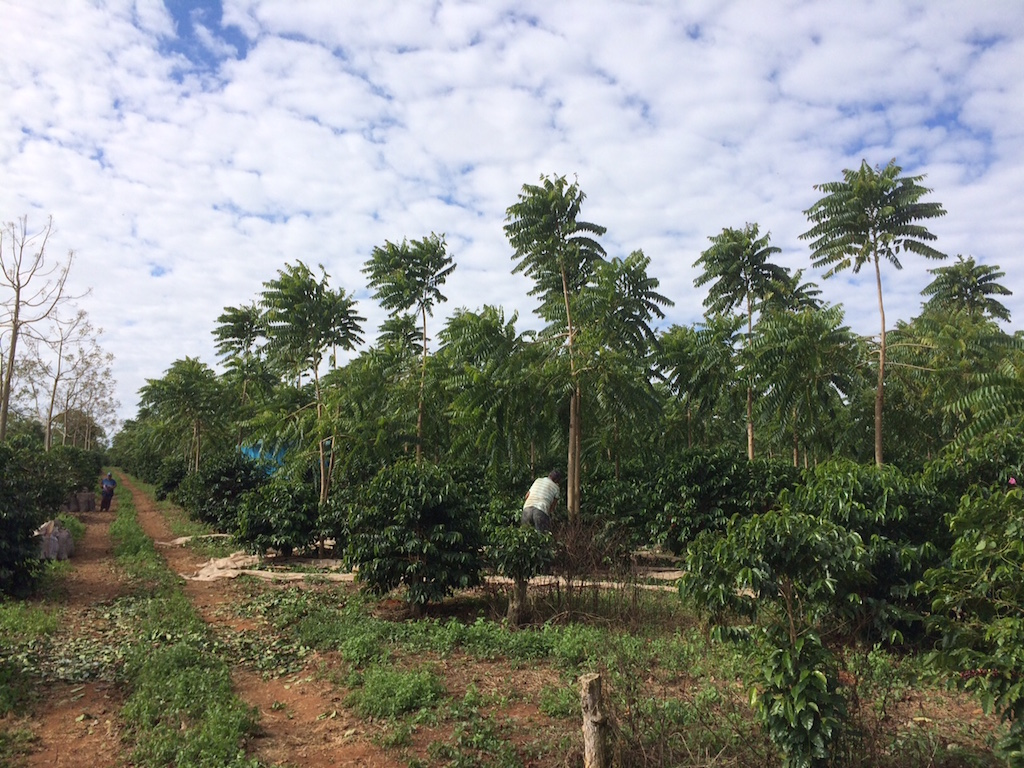
consorcio de plantio de cedro australiano, aos dois anos de idade, com cafe

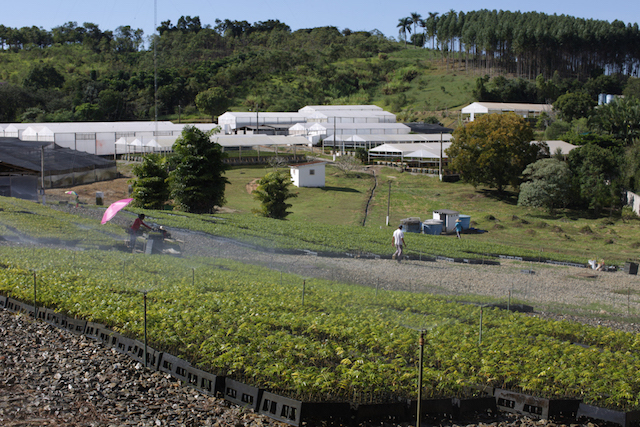
viveiro de mudas clonais de cedro australiano

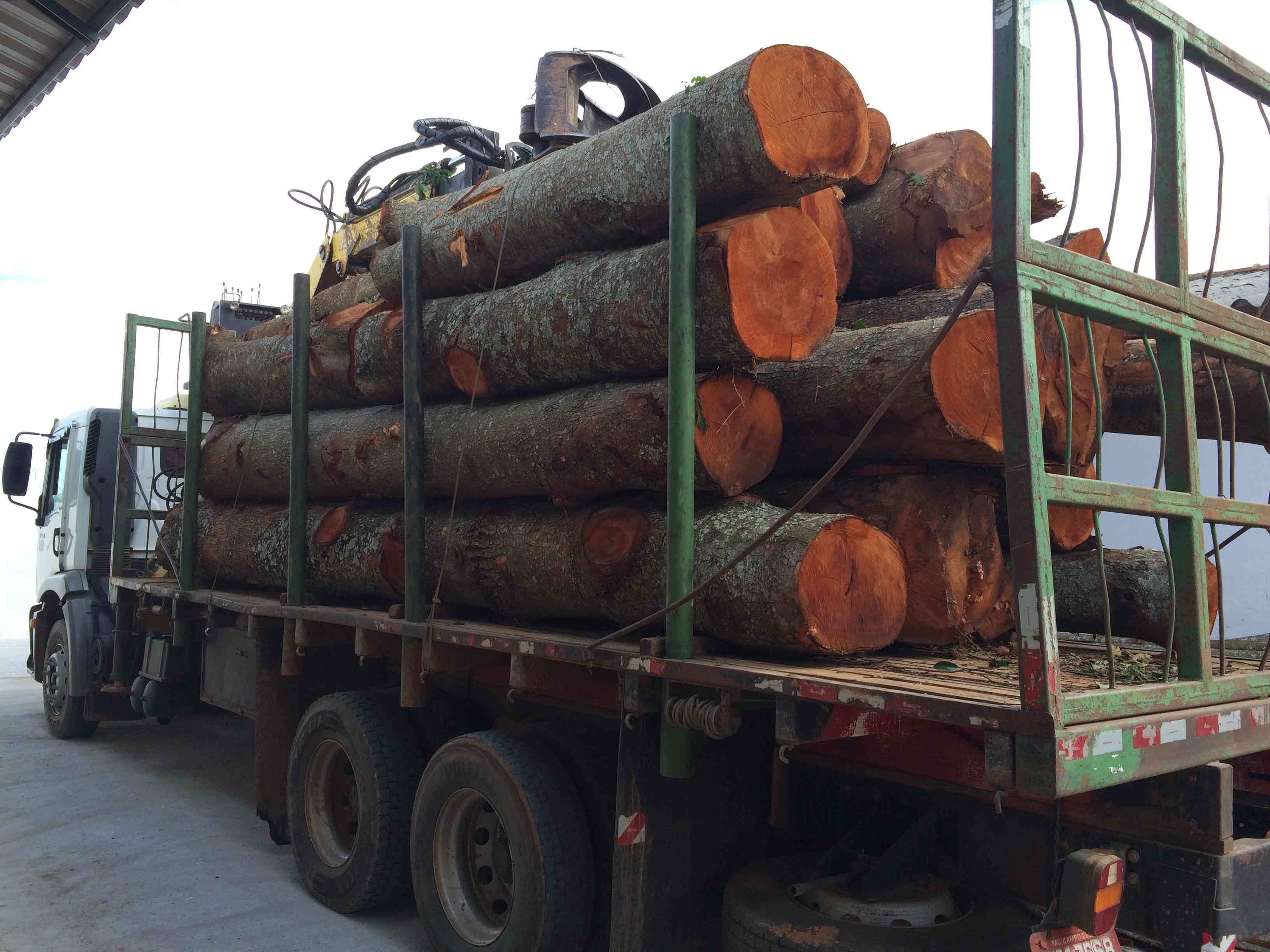
caminhão com toras de cedro australiano de oito anos plantados

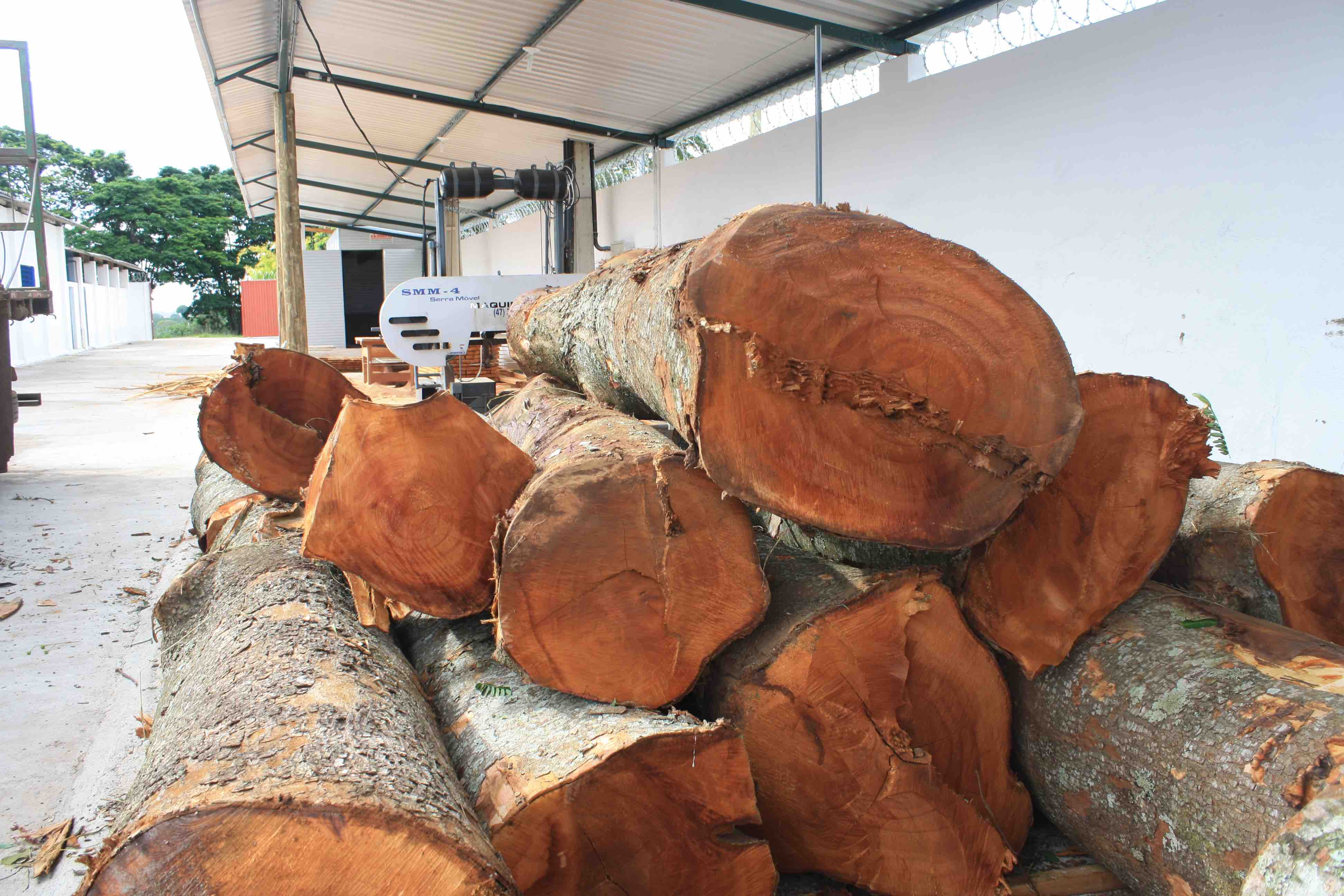
caminhão com toras de cedro australiano de oito anos plantados

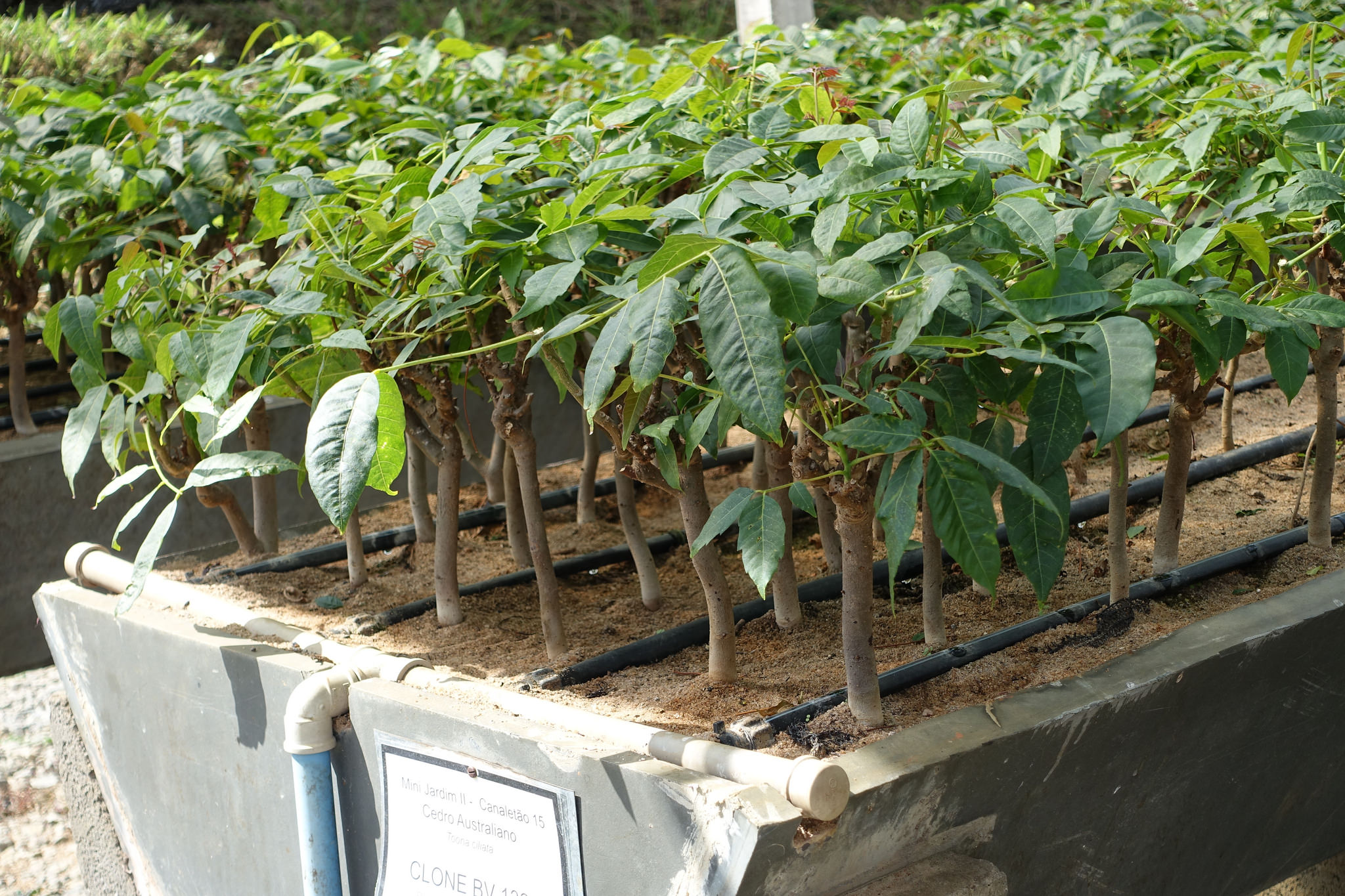
produção de Clones de cedro

http://www.theplantlist.org/tpl1.1/search?q=toona